# Planificador financiero
Un planificador financiero o planificador financiero personal es un profesional que prepara planes financieros para las personas. Estos planes financieros a menudo cubren la gestión de flujo de caja, planificación de la jubilación, planificación de inversiones, gestión de riesgos financieros, la planificación de seguros, planificación fiscal, planificación patrimonial y planificación de la sucesión de empresas (para los empresarios).

## Ámbito de aplicación
La planificación financiera debe cubrir todas las áreas de las necesidades financieras del cliente y debe dar lugar a la realización de cada uno de los objetivos del cliente según sea necesario. El alcance de la planificación por lo general se incluyen los siguientes: 
- Gestión de Riesgos y Planificación de Seguros. Gestión de flujo de caja a través de técnicas de gestión de riesgos y seguros de riesgo de sonido
- Inversión y cuestiones de planificación. La planificación, creación y gestión de capital, acumulación para generar flujos futuros de capital e inversiones para la reinversión y el gasto, incluyendo la gestión de los retornos ajustados por riesgo y para hacer frente a la inflación
- Planificación de la jubilación. La planificación para asegurar la independencia financiera en la jubilación incluyendo 401K, IRA, etc.
- Planificación Fiscal. La planificación para la reducción de las obligaciones tributarias y de la liberación de seguimiento de flujos de efectivo para otros fines
- Planificación Patrimonial. La planificación para la creación, acumulación, conservación y distribución de los bienes
- Flujo de Caja y Gestión de Responsabilidad. El mantenimiento y la mejora personal, el efectivo fluye a través de la gestión de la deuda y el estilo de vida

## Proceso
El proceso de planificación financiera personal es de acuerdo a la norma ISO 22222: 2005, un proceso de seis pasos de la siguiente manera: 
- Paso 1: Establecimiento de metas con el cliente. Este paso (que generalmente se realiza en conjunto con el paso 2) tiene la intención de identificar donde el cliente quiere ir en términos de sus finanzas y la vida.

- Paso 2: La recopilación de información relevante sobre el cliente. Esto incluiría los aspectos cualitativos y cuantitativos de la situación no financiero y financiero relevante del cliente.

- Paso 3: Análisis de la información. La información recopilada se analiza de manera que la situación del cliente sea bien entendida. Esto incluye determinar si existen recursos suficientes para alcanzar los objetivos del cliente y cuáles son esos recursos.

- Paso 4: La construcción de un plan financiero. Basado en la comprensión de lo que el cliente quiere en el futuro y su situación financiera actual, una hoja de ruta para los objetivos del cliente, se elabora para facilitar los logros de esos objetivos.

- Paso 5: Implementación de las estrategias del plan. Guiada por el plan financiero, las estrategias delineadas en el plan se implementa utilizando los recursos asignados para tal fin.

- Paso 6: Seguimiento de la aplicación y la revisión del plan. El proceso de implementación es monitoreado de cerca para asegurarse de que se mantiene en la alineación a los objetivos del cliente. Se realizan periódicamente estudios para comprobar si hay desalineación y cambios en la situación del cliente. Si hay algún cambio significativo en la situación del cliente, las estrategias y metas en el plan financiero se revisan en consecuencia.

## Licencias, reglamentos y autorregulación
En muchos países, no hay requisitos en cuanto al uso del título de asesor financiero. 

### Australia
En Australia, una empresa de servicios financieros debe obtener una licencia de ASIC. Sin embargo, no hay requisitos para las personas que prestan el asesoramiento financiero y los estados de sitios web ASIC titulares de una licencia de AFS no proporciona una garantía de la integridad o la calidad de los servicios de los licenciatarios. 

### Malasia
La Comisión de Valores de Malasia introdujo la legislación a través de las modificaciones introducidas en la Ley de la Industria de Valores en 2003 para regular la planificación financiera y el uso de un título o título relacionado de 'asesor financiero' o para llevar a cabo actividades relacionadas con la planificación financiera. 
En 2005, las enmiendas a la Ley de Seguros de Malasia requieren aquellos que llevan a cabo negocios de asesoría financiera (incluyendo las actividades de planificación financiera relacionados con el seguro) y / o utilizar el título de asesor financiero en su empresa (que, como en Singapur, tiene que ser una estructura corporativa) para obtener una licencia del Banco Central de Malasia (BNM). Algunas personas que ofrecen servicios de asesoría financiera, por ejemplo, los agentes de seguros de vida con licencia, están exentos de la concesión de licencias como requisito práctica.

## Aplicaciones
En la actualidad existe una gama variada de aplicaciones que se dedican a ayudar a organizar y categorizar los gastos de los usuarios, además de otorgarles otras funcionalidades como la creación de presupuestos, cálculo de pensiones, planes de ahorro, etc. Es decir parte del trabajo que comúnmente realizan los planificadores financieros.
Algunos ejemplos de estas aplicaciones son:
- Fintonic

- Finpla (enlace roto disponible en Internet Archive; véase el historial, la primera versión y la última).

- Mint

- Financial Advisors

- Financial Advisors in india

- MoneyWiz